# Креба-Нойдорф
Креба-Нойдорф или Хре́бя-Но́ва Вес (нем. Kreba-Neudorf; в.-луж. Chrjebja-Nowa Wjes) — коммуна в Германии, в земле Саксония. Подчиняется административному округу Дрезден. Входит в состав района Гёрлиц. Подчиняется управлению Ричен. Население составляет 987 человек (на 31 декабря 2010 года). Занимает площадь 31,62 км².
Коммуна подразделяется на 4 сельских округа:
- Креба (Хребя)
- Лахе (Чорна-Труга)
- Нойдорф (Нова-Вес)
- Чернске (Чернск)

Входит в состав культурно-территориальной автономии «Лужицкая поселенческая область», на территории которой действуют законодательные акты земель Саксонии и Бранденбурга, содействующие сохранению лужицких языков и культуры лужичан. Официальным языком в населённом пункте, помимо немецкого, является лужицкий.